# Benedict Anderson
Benedict Richard O'Gorman Anderson, anglo-irski politolog, * 26. avgust 1936, Kunming, Kitajska, † 13. december 2015, Batu, Vzhodna Java, Indonezija.
Zaslužni profesor mednarodnih študij na Univerzi Cornell je bil specialist za Vzhodno Azijo, širše pa je najbolj znan po svoji teoriji o naciji kot zamišljeni skupnosti (angleško imagined community). V svoji knjigi Zamišljene skupnosti: o izvoru in širjenju nacionalizma (1983) je namreč nacijo predstavil kot moderno, družbeno konstruirano skupnost, ki temelji na izmišljeni tradiciji (Izum tradicije, Eric Hobsbawm) in občutku skupnosti, ki je le zamišljena, saj pripadniki nacije ne morejo poznati vseh drugih pripadnikov iste nacije in zato z njimi ne morejo tvoriti prave skupnosti. Razlaga je doživela velik odmev in velja za enega temeljev konstruktivistične teorije naroda.
Njegov brat je znani zgodovinar Perry Anderson.

## Dela
- Benedict Anderson, Mythology and the Tolerance of the Javanese. Ithaca, 1965 (zadnji ponatis 1996). ISBN 0-87763-041-0
- Ruth T. McVey in Frederick P. Bunnell, A Preliminary Analysis of the October 1, 1965 Coup in Indonesia. Ithaca, 1971.
- Java in a Time of Revolution. Ithaca, 1972.
- Imagined Communities: Reflections on the Origin and Spread of Nationalism. 1983. ISBN 0-86091-329-5 (najnovejša slovenska izdaja: Zamišljene skupnosti: o izvoru in širjenju nacionalizma, nova, razširjena izd. Ljubljana, 2007; ISBN 978-961-6262-89-7).
- Language and Power: Exploring Political Cultures in Indonesia. Ithaca, 1990. ISBN 0-8014-9758-2
- Long-Distance Nationalism: World Capitalism and the Rise of Identity Politics. Amsterdam, 1992. ISBN 0-7658-0002-0
- The Spectre of Comparisons: Nationalism, Southeast Asia and The World. London, 1998. ISBN 1-85984-184-8
- Under Three Flags: Anarchism and the Anti-colonial Imagination. London, 2005. ISBN 1-84467-037-6